# Lista odcinków serialu Crazy Ex-Girlfriend
Poniżej znajduje się lista odcinków serialu telewizyjnego Crazy Ex-Girlfriend – emitowanego przez amerykańską stację telewizyjną The CW od 12 października 2015 roku do 5 kwietnia 2019 roku. Powstały cztery serię, które łącznie składają się z 62 odcinków. W Polsce serial dostępny jest na platformie Netflix.
| Sezon | Sezon | Odcinki | Oryginalna emisja The CW | Oryginalna emisja The CW | Oryginalna emisja Netflix | Oryginalna emisja Netflix | Oryginalna emisja Netflix |
| Sezon | Sezon | Odcinki | Premiera sezonu          | Finał sezonu             | Premiera sezonu           | Finał sezonu              |                           |
| ----- | ----- | ------- | ------------------------ | ------------------------ | ------------------------- | ------------------------- | ------------------------- |
|       | 1     | 18      | 12 października 2015     | 18 kwietnia 2016         | 15 grudnia 2016           | 15 grudnia 2016           |                           |
|       | 2     | 13      | 21 października 2016     | 3 lutego 2017            | 8 marca 2017              | 8 marca 2017              |                           |
|       | 3     | 13      | 13 października 2017     | 16 lutego 2018           | —                         | —                         |                           |
|       | 4     | 18      | 12 października 2018     | 5 kwietnia 2019          | —                         | —                         |                           |

## Sezon 1 (2015-2016)
| Nr | #  | Tytuł                                             | Reżyseria                       | Scenariusz                        | Premiera The CW      | Premiera Netflix |
| -- | -- | ------------------------------------------------- | ------------------------------- | --------------------------------- | -------------------- | ---------------- |
| 1  | 1  | Josh Just Happens to Live Here!                   | Marc Webb                       | Rachel Bloom, Aline Brosh McKenna | 12 października 2015 | 15 grudnia 2016  |
| 2  | 2  | Josh’s Girlfriend Is Really Cool!                 | Don Scardino                    | Rachel Bloom, Aline Brosh McKenna | 19 października 2015 | 15 grudnia 2016  |
| 3  | 3  | I Hope Josh Comes to My Party!                    | Tamra Davis                     | Rachel Bloom, Aline Brosh McKenna | 26 października 2015 | 15 grudnia 2016  |
| 4  | 4  | I’m Going on a Date with Josh’s Friend!           | Stuart McDonald                 | Erin Ehrlich                      | 2 listopada 2015     | 15 grudnia 2016  |
| 5  | 5  | Josh and I Are Good People!                       | Alex Hardcastle                 | Michael Hitchcock                 | 9 listopada 2015     | 15 grudnia 2016  |
| 6  | 6  | My First Thanksgiving with Josh!                  | Joanna Kerns                    | Rene Gube                         | 16 listopada 2015    | 15 grudnia 2016  |
| 7  | 7  | I'm So Happy that Josh Is So Happy!               | Larry Trilling                  | Sono Patel                        | 23 listopada 2015    | 15 grudnia 2016  |
| 8  | 8  | My Mom, Greg’s Mom and Josh’s Sweet Dance Moves!  | Audrey Wauchope, Rachel Spector | Steven Tsuchida                   | 30 listopada 2015    | 15 grudnia 2016  |
| 9  | 9  | I’m Going to the Beach with Josh and His Friends! | Kenny Ortega                    | Dan Gregor, Doug Mand             | 25 stycznia 2016     | 15 grudnia 2016  |
| 10 | 10 | I'm Back at Camp with Josh!                       | Michael Schultz                 | Jack Dolgen                       | 1 lutego 2016        | 15 grudnia 2016  |
| 11 | 11 | I'm Back at Camp with Josh!                       | Daisy Mayer                     | Elisabeth Kiernan Averick         | 8 lutego 2016        | 15 grudnia 2016  |
| 12 | 12 | Josh and I Work on a Case!                        | Steven Tsuchida                 | Aline Brosh McKenna, Rachel Bloom | 22 lutego 2016       | 15 grudnia 2016  |
| 13 | 13 | Josh and I Go to Los Angeles!                     | Aline Brosh McKenna             | Michael Patrick Jann              | 29 lutego 2016       | 15 grudnia 2016  |
| 14 | 14 | Josh is Going to Hawaii!                          | Erin Ehrlich                    | Sono Patel                        | 7 marca 2016         | 15 grudnia 2016  |
| 15 | 15 | Josh Has No Idea Where I Am!                      | Steven Tsuchida                 | Aline Brosh McKenna, Rachel Bloom | 21 marca 2016        | 15 grudnia 2016  |
| 16 | 16 | Josh’s Sister is Getting Married!                 | Alex Hardcastle                 | Audrey Wauchope, Rachel Spector   | 28 marca 2016        | 15 grudnia 2016  |
| 17 | 17 | Why Is Josh in a Bad Mood?                        | Joanna Kerns                    | Jack Dolgen                       | 11 kwietnia 2016     | 15 grudnia 2016  |
| 18 | 18 | Paula Needs to Get Over Josh!                     | Aline Brosh McKenna             | Rene Gube                         | 18 kwietnia 2016     | 15 grudnia 2016  |

## Sezon 2 (2016-2017)
| Nr | #  | Tytuł                                              | Reżyseria            | Scenariusz                                   | Premiera The CW      | Premiera Netflix |
| -- | -- | -------------------------------------------------- | -------------------- | -------------------------------------------- | -------------------- | ---------------- |
| 19 | 1  | Where Is Josh's Friend                             | Marc Webb            | Rachel Bloom, Aline Brosh McKenna, Marc Webb | 21 października 2016 | 8 marca 2017     |
| 20 | 2  | When Will Josh See How Cool I am?                  | Jay Chandrasekhar    | Rene Gube                                    | 28 października 2016 | 8 marca 2017     |
| 21 | 3  | All Signs Point to Josh... Or is it Josh's Friend? | Stuart McDonald      | Audrey Wauchope, Rachel Specter              | 4 listopada 2016     | 8 marca 2017     |
| 22 | 4  | When Will Josh and His Friend Leave Me Alone?      | Paul Briganti        | Erin Ehrlich                                 | 11 listopada 2016    | 8 marca 2017     |
| 23 | 5  | Why is Josh's Ex-Girlfriend Eating Carbs?          | Erin Ehrlich         | Sono Patel                                   | 18 listopada 2016    | 8 marca 2017     |
| 24 | 6  | Who Needs Josh When You Have a Girl Group?         | Stuart McDonald      | Jack Dolgen                                  | 2 grudnia 2016       | 8 marca 2017     |
| 25 | 7  | Who's the Cool Girl Josh is Dating?                | Jude Weng            | Michael Hitchcock                            | 9 grudnia 2016       | 8 marca 2017     |
| 26 | 8  | Who Is Josh's Soup Fairy?                          | Linda Mendoza        | Rachel Specter & Audrey Wauchope             | 6 stycznia 2017      | 8 marca 2017     |
| 27 | 9  | When Do I Get to Spend Time with Josh?             | Kabir Akhtar         | Rachel Bloom & Aline Brosh McKenna           | 6 stycznia 2017      | 8 marca 2017     |
| 28 | 10 | Will Scarsdale Like Josh's Shayna Punim?           | Alex Hardcastle      | Dan Gregor, Doug Mand                        | 13 stycznia 2017     | 8 marca 2017     |
| 29 | 11 | Josh Is the Man of My Dreams, Right?               | Michael Patrick Jann | Elisabeth Kiernan Averick                    | 20 stycznia 2017     | 8 marca 2017     |
| 30 | 12 | Is Josh Free in Two Weeks?                         | Alex Hardcastle      | Katie Schwartz                               | 27 stycznia 2017     | 8 marca 2017     |
| 31 | 13 | Can Josh Take a Leap of Faith?                     | Aline Brosh McKenna  | Aline Brosh McKenna                          | 3 lutego 2017        | 8 marca 2017     |

## Sezon 3 (2017-2018)
| Nr | #  | Tytuł                              | Reżyseria           | Scenariusz                                    | Premiera The CW      | Premiera Netflix |
| -- | -- | ---------------------------------- | ------------------- | --------------------------------------------- | -------------------- | ---------------- |
| 32 | 1  | Josh's Ex-Girlfriend Wants Revenge | Erin Ehrlich        | Aline Brosh McKenna, Rachel Bloom             | 13 października 2017 |                  |
| 33 | 2  | To Josh, With Love                 | Kabir Akhtar        | Rachel Specter, Audrey Wauchope               | 20 października 2017 |                  |
| 34 | 3  | Josh Is A Liar                     | Stuart McDonald     | Michael Hitchcock                             | 27 października 2017 |                  |
| 35 | 4  | Josh's Ex-Girlfriend Is Crazy      | Joseph Kahn         | Rachel Bloom, Aline Brosh McKenna             | 3 listopada 2017     |                  |
| 36 | 5  | I Never Want to See Josh Again     | Stuart McDonald     | Jack Dolgen                                   | 10 listopada 2017    |                  |
| 37 | 6  | Josh Is Irrelevant                 | Max Winkler         | Rachel Bloom, Aline Brosh McKenna, Ilana Peña | 17 listopada 2017    |                  |
| 38 | 7  | Getting Over Jeff                  | Stuart McDonald     | Erin Erlich                                   | 8 grudnia 2017       |                  |
| 39 | 8  | Nathaniel Needs My Help!           | Jude Weng           | Rachel Specter, Audrey Wauchope               | 5 stycznia 2018      |                  |
| 40 | 9  | Nathaniel Gets the Message!        | Kabir Akhtar        | Elisabeth Kiernan Averick                     | 12 stycznia 2018     |                  |
| 41 | 10 | Oh, Nathaniel, It's On!            | Jude Weng           | Sono Patel                                    | 26 stycznia 2018     |                  |
| 42 | 11 | Nathaniel and I Are Just Friends!  | Erin Ehrlich        | Rene Gube                                     | 2 lutego 2018        |                  |
| 43 | 12 | Trent?!                            | Stuart McDonald     | Dan Gregor, Doug Mand                         | 9 lutego 2018        |                  |
| 44 | 13 | Nathaniel is Irrelevant.           | Aline Brosh McKenna | Aline Brosh McKenna, Michael Hitchcock        | 16 lutego 2018       |                  |

## Sezon 4 (2018-2019)
| Nr | #  | Tytuł                                                                 | Reżyseria           | Scenariusz                                   | Premiera The CW      | Premiera Netflix |
| -- | -- | --------------------------------------------------------------------- | ------------------- | -------------------------------------------- | -------------------- | ---------------- |
| 45 | 1  | I Want to Be Here                                                     | Stuart McDonald     | Rachel Bloom                                 | 12 października 2018 |                  |
| 46 | 2  | I Am Ashamed                                                          | Audrey Wauchope     | Erin Ehrlich                                 | 19 października 2018 |                  |
| 47 | 3  | I'm On My Own Path                                                    | Jude Weng           | Alden Derck                                  | 26 października 2018 |                  |
| 48 | 4  | I'm Making Up for Lost Time                                           | Stuart McDonald     | Elisabeth Kiernan Averick                    | 2 listopada 2018     |                  |
| 49 | 5  | I'm So Happy for You                                                  | Erin Ehrlich        | Ilana Pena                                   | 9 listopada 2018     |                  |
| 50 | 6  | I See You                                                             | Dan Gregor          | Jack Dolgen                                  | 16 listopada 2018    |                  |
| 51 | 7  | I Will Help You                                                       | Kabir Akhtar        | Aline Brosh McKenna                          | 30 listopada 2018    |                  |
| 52 | 8  | I'm Not the Person I Used to Be                                       | Stuart McDonald     | Rene Gube                                    | 7 grudnia 2018       |                  |
| 53 | 9  | I Need Some Balance                                                   | Kimmy Gatewood      | Elisabeth Kiernan Averick                    | 11 stycznia 2019     |                  |
| 54 | 10 | I Can Work With You                                                   | Kabir Akhtar        | Rachel Specter, Audrey Wauchope              | 18 stycznia 2019     |                  |
| 55 | 11 | I'm Almost Over You                                                   | Erin Ehrlich        | Michael Hitchcock                            | 25 stycznia 2019     |                  |
| 56 | 12 | I Need a Break                                                        | Jack Dolgen         | Ilana Pena                                   | 1 lutego 2019        |                  |
| 57 | 13 | I Have to Get Out                                                     | Stuart McDonald     | Rene Gube                                    | 8 lutego 2019        |                  |
| 58 | 14 | I'm Finding My Bliss                                                  | Kabir Akhtar        | Elisabeth Kiernan Averick, Michael Hitchcock | 15 marca 2019        |                  |
| 59 | 15 | I Need to Find My Frenemy                                             | Stuart McDonald     | Alden Derck, Aline Brosh McKenna             | 22 marca 2019        |                  |
| 60 | 16 | I Have a Date Tonight                                                 | Dan Gregor          | Erin Ehrlich                                 | 29 marca 2019        |                  |
| 61 | 17 | I'm in Love                                                           | Aline Brosh McKenna | Aline Brosh McKenna, Rachel Bloom            | 5 kwietnia 2019      |                  |
| 62 | 18 | Yes, It's Really Us Singing: The Crazy Ex-Girlfriend Concert Special! | Marty Pasetta, Jr.  | Rachel Bloom, Adam Schlesinger, Jack Dolgen  | 5 kwietnia 2019      |                  |